# ヴォロディーミル・フロイスマン
ヴォロディーミル・ボリソビッチ・フロイスマン（ウクライナ語: Володи́мир Бори́сович Гро́йсман、1978年1月20日 - ）は、ウクライナの政治家。同国首相（第16代）。氏名はヴォロディミル（ボロディミル）・グロイスマンとも表記される。
父親の経営する会社で役員となった後、2002年に地元ヴィーンヌィツャ市議会議員となり、2006年3月から2014年2月までの8年間ヴィーンヌィツャ市長を務めた。市長退任後、2014年2月から11月までウクライナ副首相（地域政策担当）と地域開発担当大臣 (Ministry of Regional Development (Ukraine)) を兼務、2014年11月にウクライナ最高議会ヴェルホーヴナ・ラーダ議長となる。
2016年4月、ヤツェニュク首相退任にともない同国首相に任命された。親欧派でペトロ・ポロシェンコ大統領の側近として知られる。

## 来歴

### 生い立ち
1978年1月20日、ウクライナ中西部の都市ヴィーンヌィツャ（ヴィンニツァ）のユダヤ人家庭に生まれる。1992年、14歳のころから工場労働者(Слюсар)として働きはじめ、1994年には父親の経営する民間企業"«Юность»"や "«ОКО»"で16歳ながら営業部長(коммерческий директор)の役職についた。
2002年のウクライナ地方選挙でヴィーンヌィツャ市第29区から同市議会議員に当選。市議会では人権・合法性・議員活動倫理常任委員会の副委員長を務めた。2003年、ウクライナMAUP (Interregional Academy of Personnel Management) を卒業（法学専攻）。
2005年11月25日、ヴィーンヌィツャ市議会議長と市長代行に選出される。2006年3月26日のウクライナ地方選挙で、史上最年少の28歳でヴィーンヌィツャ市長に当選した。2010年10月10日の地方選では、政党「ウクライナの良心  (Conscience of Ukraine) 」の候補として市長に出馬、77.81％の票を得て再選された。
なおヴィーンヌィツャ市にはペトロ・ポロシェンコの経営する菓子メーカー「ロシェン」の大工場があり、フロイスマンの異例の昇進の背景には、フロイスマンの父とポロシェンコの父が友人同士であったことが背景にあるとする報道もある。

### 大臣就任
2014年2月27日、ヤツェニュク内閣で副首相（地域政策担当）兼地域開発大臣（ウクライナ語: Міністерство регіонального розвитку, будівництва та житлово-комунального господарства України）に任命される。2014年7月24日、連立与党の崩壊を受けてヤツェニュク首相が辞意を表明した際、翌7月25日からフロイスマンが首相代行をつとめた。なおヤツェニュク辞任決議は同年7月31日の最高議会で450名中16名の賛成しか得られずに否決されている。

### 「ヴェルホーヴナ・ラーダ」議長
2014年10月のウクライナ最高議会選挙で、フロイスマンはペトロ・ポロシェンコ・ブロックで名簿上位10位内の候補となり、国会議員に当選した。
2014年11月27日、ウクライナ最高議会「ヴェルホーヴナ・ラーダ」第一回会期において、フロイスマンは423票中359票を獲得し最高議会議長に選出された。

### ウクライナ首相
2016年4月10日、国民の不満と政権をとりまく不正行為疑惑を背景に、ヤツェニュク首相が辞意を表明。2016年4月14日、賛成257、反対50で最高議会の承認を得たフロイスマンが第16代ウクライナ首相に就任した。2019年5月20日にポロシェンコ大統領が任期満了で退任したことを受け、翌21日、首相を22日付で辞任すると表明。2019年8月29日に首相を退任。

## 人物
既婚で、娘が二人、息子が一人いる。生まれ故郷ヴィーンヌィツャにあるユダヤ人コミュニティのメンバーである。
フロイスマンの祖父イサークは、ナチス兵に墓穴に投げ込まれた際、死んだふりをしてホロコーストを生き延びた。

## 受賞
フロイスマンは以下の賞を受賞している。
- Орден «За заслуги» II ст.(2012年6月27日)[29]
- Орден «За заслуги» III ст.(2008年6月26日)[30]
- Нагороджений Кавалерським Хрестом Ордену Заслуг Республіки Польща(2011年11月10日) [31]